# 601 TCN
601 TCN là một năm trong lịch La Mã.